# Never Worn White
„Never Worn White” – utwór muzyczny amerykańskiej piosenkarki i autorki tekstów Katy Perry, który został wydany jako singel 5 marca 2020 roku nakładem wytwórni Capitol Records.

## Kompozycja
„Never Worn White” jest „mocną” balladą pianistyczną ze „zgrabną” produkcją i „płynącym prosto z serca” refrenem.

## Wydanie i promocja
4 marca 2020 Katy opublikowała w mediach społecznościowych krótką zapowiedź nadchodzącego singla oraz ogłosiła jego datę premiery. Wraz z wydaniem singla Katy ogłosiła, że jest ciąży z Orlando Bloomem.

## Teledysk
Teledysk został opublikowany, wraz z wydaniem singla, 5 marca 2020 roku. Dzień wcześniej piosenkarka opublikowała czterosekundowy zwiastun teledysku. W teledysku nosi białą suknię oraz kwiatową suknię z kwiatowym kapeluszem. Pod koniec teledysku Katy pokazuje swój brzuch, udowadniając tym samym, że jest w ciąży. W pierwszych 24 godzinach od opublikowania klipu, został on obejrzany prawie 11 milionów razy.

## Personel
- Katy Perry – wokale, tekst, kompozycja
- Johan Carlsson – tekst, kompozycja, produkcja, pianino
- John Ryan – tekst, kompozycja
- Jacob Kasher Hindlin – tekst, kompozycja
- Mattias Bylund – aranżacja sekcji smyczkowej
- David Bukovinshky – wiolonczela
- Matias Johansson – skrzypce
- Peter Karlsson – produkcja wokali
- Cory Bice – inżynieria dźwięku, personel studia
- Jeremy Lertola – inżynieria dźwięku, personel studia
- Sam Holland – inżynieria dźwięku, personel studia
- John Hanes – inżynieria miksowania, personel studia
- Serban Ghenea – miksowanie, personel studia
- Dave Kutch – mastering, personel studia

Źródło:.

## Notowania
| Terytorium        | Notowanie (2020)            | Najwyższa pozycja | Przypis |
| ----------------- | --------------------------- | ----------------- | ------- |
| Belgia            | Ultratip Flanders           | 28                | [ 9 ]   |
| Irlandia          | Irish Singles Chart         | 85                | [ 10 ]  |
| Kanada            | Canadian Hot 100            | 95                | [ 11 ]  |
| Nowa Zelandia     | Top 40 Singles              | 12                | [ 12 ]  |
| Stany Zjednoczone | Bubbling Under Hot 100      | 12                | [ 13 ]  |
| Stany Zjednoczone | Digital Song Sales          | 21                | [ 14 ]  |
| Szkocja           | Scottish Singles Chart      | 46                | [ 15 ]  |
| Węgry             | Single (track) Top 40 lista | 39                | [ 16 ]  |
| Wielka Brytania   | UK Singles Chart            | 97                | [ 17 ]  |

## Historia wydania
| Obszar     | Data         | Format                                | Wytwórnia | Przypis |
| ---------- | ------------ | ------------------------------------- | --------- | ------- |
| Cały świat | 5 marca 2020 | Digital download · media strumieniowe | Capitol   | [ 4 ]   |
| Australia  | 6 marca 2020 | Contemporary hit radio                | Capitol   | [ 18 ]  |
| Włochy     | 6 marca 2020 | Contemporary hit radio                | Universal | [ 19 ]  |